# 後熱帶氣旋
後熱帶氣旋（英語：Post Tropical Cyclone）指的是熱帶氣旋或亞熱帶氣旋失去熱帶特性後所變成的型態。雖然風力一般比熱帶氣旋時期弱，但也有一些例外。後熱帶氣旋大致分為兩種型態：
- 溫帶氣旋：由熱帶氣旋進入高緯度地區轉化而來，通常保有熱帶氣旋的破壞力與強勁的風力。[3]
- 殘餘低氣壓：由熱帶氣旋登陸後或進入不適合發展區域所造成結構破壞後的型態，近中心最高風力低於34節。[4]

並非所有的熱帶氣旋都會成為後熱帶氣旋，部分熱帶氣旋會直接失去環流中心，成為殘餘。

## 生成
後熱帶氣旋的生成是基於熱帶氣旋轉化為溫帶氣旋時所經歷的「轉化過渡期」。熱帶氣旋在退化為後熱帶氣旋後，有機會可以轉性並透過斜壓的不穩定獲取能量成為溫帶氣旋，而溫帶氣旋能透過潛熱快速增強。在太平洋和大西洋，由熱帶氣旋轉化而成的溫帶氣旋有時風力會達到颶風的水平，嚴重影響美國西岸或歐洲。2014年颱風鸚鵡就是這樣的一個例子。

### 與溫帶氣旋的關係
聯合颱風警報中心使用「溫帶變性過程」（英語：Extratropical transition，縮寫：XT）通過可見光和紅外光衛星雲圖估計正在轉化為溫帶氣旋的熱帶氣旋強度。在轉化的過程當中，熱帶氣旋會先逐漸變為後熱帶氣旋再增強為溫帶氣旋。如果一個熱帶氣旋中心較少對流，可能德沃夏克分析法失敗，而若一個熱帶氣旋整體上較少對流，會導致德沃夏克分析法低估熱帶氣旋強度。在溫帶變性過程中經常會有以上情況出現，所以溫帶變性技術結合德沃夏克分析法和用於估計副熱帶氣旋強度的赫伯特-波蒂特技術。溫帶變性技術只適用於正在轉化的熱帶氣旋，一旦熱帶氣旋完全轉化，便不再適用。

## 影響
在北大西洋，後熱帶氣旋會有再次增強成溫帶氣旋的機會，亦會帶來相當於颶風等級的強勁風力，並會造成該區海域的航線有危險的狀況。

## 起源
1998年加拿大颶風中心進行1998年颶風邦尼追蹤狀況時首次使用後熱帶氣旋。直至2008年美國國家颶風中心使用後熱帶氣旋進行2008年熱帶風暴蘿拉的後續追蹤，解決當時已轉化為「溫帶氣旋」或「殘餘低氣壓」兩種分類的侷限性。2010年5月15日，美國國家氣象中心正式採認「後熱帶氣旋」為一氣象術語。

## 例外
美國國家颶風中心曾把颶風卡爾文的後熱帶氣旋認定為殘餘低氣壓，而此次的認定也成為近年近中心最高風力達35節的殘餘低氣壓之一。